# Andréa del Fuego
Andréa del Fuego. Andréa Fátima dos Santos (São Paulo, 1975) es una cuentista, novelista, cronista y bloguera brasileña.

## Biografía
En los inicios de su carrera,en 1998, Andréa escribía crónicas y respondía dudas sexuales de los lectores de la revista de la emisora de radio 89 FM, momento en el que empezó a utilizar el seudónimo Andréa del Fuego. Forma parte de la llamada "generación blog", primera generación de escritores brasileños que empezó a utilizar de forma sistemática y masiva internet como medio creativo y herramienta de divulgación.
Su primera obra publicada por una editorial es el libro de relatos Minto Enquanto Posso (2004). Escribe también libros infantiles y juveniles, como Sociedade da Caveira de Cristal o Irmãs de Pelúcia. En 2011, recibe el Premio Literario José Saramago por su novela Os Malaquias. Además, ha participado en numerosas antologías, como Os Cem Menores Contos Brasileiros (2004), organizada por Marcelino Freire, Geração Zero-Zero (2011), organizada por Nelson de Oliveira, Histórias femininas (2011) o +30 mulheres que estão fazendo a nova literatura brasileira, organizada por Luiz Ruffato.

## Obras publicadas

### Novelas
2013 - As Miniaturas

2010 - Os Malaquias

### Cuentos
2009 - Nego fogo

2007 - Engano seu

2005 - Nego tudo

2004 - Minto enquanto posso

### Obras infantiles y juveniles
2010 - Irmãs de pelúcia

2007 - Blade Runner

2008 - Sociedade da Caveira de Cristal

2008 - Quase caio

2008 - Crônica

### Participación en antologías
2011 - Geração zero zero (org. Nelson de Oliveira)

2010 - Escritores escritos (org. Victoria Saramago)

2009 - Futuro presente (org. Nelson de Oliveira)

2009 - Galeria do sobrenatural (org. Silvio Alexandre)

2009 - Blablablogue (org. Nelson de Oliveira)

2009 - 90-00 Cuentos brasileños contemporáneos (ed. Copé, Perú; trad. Alan Mills y José Luis Sansans; org. Maria Alzira Brum Lemos y Nelson de Oliveira)

2007 - 35 segredos para chegar a lugar nenhum org. Ivana Arruda Leite

2006 - 69/2 contos eróticos (org. Ronald Claver)

2005 - +30 mulheres que estão fazendo a nova literatura brasileira (org. Luiz Ruffato)

2004 - Os cem menores contos brasileiros do século (org. Marcelino Freire)

2004 - Fábulas da Mercearia – uma antologia bêbada (org. Joca Reiners Terron